# Torre d'Isola
Torre d'Isola là một đô thị ở tỉnh Pavia trong vùng Lombardia của Ý, có cự ly khoảng 30 km về phía nam của Milan và khoảng 6 km về phía tây bắc của Pavia. Tại thời điểm ngày 31 tháng 12 năm 2004, đô thị này có dân số 2.080 người và diện tích là 16,3 km².
Đô thị Torre d'Isola có các frazioni (các đơn vị trực thuộc, chủ yếu là các làng) Carpana, Casottole, Massaua, và San Varese.
Torre d'Isola giáp các đô thị sau: Bereguardo, Carbonara al Ticino, Marcignago, Pavia, Trivolzio, Zerbolò.